# Art rupestre d'Alta
Les roques de l'art rupestre d'Alta són part d'un jaciment arqueològic prop de la ciutat noruega d'Alta, a la província de Finnmark, al nord de Noruega. Està inscrit en la llista del Patrimoni de la Humanitat de la UNESCO des del 1985.